# 조성환 (야구인)
조성환(趙晟桓, 1976년 12월 23일 ~ )은 전 KBO 리그 롯데 자이언츠의 내야수이자, 현 KBO 리그 두산 베어스의 감독대행이다.

## 선수 시절

### 롯데 자이언츠시절
원광대학교 졸업 후 1999년 신인 드래프트에서 2차 8라운드 지명을 받아 입단하였다.
2003년에 3할 타율을 기록하는 등 팀의 중심 타자로 활약하다가 2004년 병역비리 사건에 연루돼 도피했고, 자수해서 6개월 실형을 받았다. 출소 후 공익근무요원으로 대체 복무했고, 2008년에 소집 해제됐다. 전임 주장인 정수근이 음주 폭행 사건에 연루됐고, 중징계로 팀에서 이탈하자 그가 2010년까지 주장으로 활동했다.
2008년 시즌 3할대 타율, 10홈런, 81타점(7위), 31도루(6위)를 기록해 팀의 포스트시즌 진출에 기여했고 2008년 골든글러브(2루수 부문)를 수상했다. 당시 2007년 2루수 부문 골든글러브 수상자였던 고영민과 그의 투표차는 20표밖에 나지 않았다. 2009년 WBC 2차 명단까지 들었지만, 최종 엔트리에 합류하지 못했다. 2010년 당시 감독이었던 제리 로이스터의 마지막 부임 시절 시즌 3할대 타율, 8홈런 52타점(33위), 8도루(39위)를 기록해 팀의 3년 연속 포스트시즌 진출에 기여했고 2루수 부문 골든 글러브를 수상했다.
2013년 시즌 전 정훈에게 밀려 주전 자리를 잡지 못했다. 2014년 6월 16일에 은퇴를 선언했고, 2014년 8월 23일에 은퇴식을 치렀다. 이 날 그의 은퇴를 기념해 모든 선수가 2번을 달고 경기에 나섰다.

## 야구선수 은퇴 후
2015년부터 KBS N 스포츠의 야구 해설위원으로 활동하다가, 2018년부터 두산 베어스의 수비코치로 활동했다.

## 에피소드
- 2009년 4월 23일, 롯데 자이언츠와 SK 와이번스의 경기에서 채병용의 투구가 그의 얼굴에 맞아 최소 2개월 동안 결장했다.[6]

## 트리비아
- 2000년 4월 18일, LG 트윈스와의 경기에서 임수혁이 심장 부정맥으로 갑자기 쓰러질 당시 타석에 서 있었다.

## 출신 학교
- 서울백운초등학교
- 충암중학교
- 충암고등학교
- 원광대학교

## 등번호
- '2' - (1999년 ~ 2004년, 2007년 ~ 2014년 / 롯데 자이언츠 선수 시절)
- '77' - (2018년 ~ 2020년 / 두산 베어스 코치 시절)
- '72' - (2021년 ~ 2022년 / 한화 이글스 코치 시절)
- '74' - (2023년 / 두산 베어스 코치 시절)
- '92' - (2024년 / 두산 베어스 코치 시절)
- '73' - (2025년 ~ / 두산 베어스 코치 시절)

## 통산 기록
| 연 도           | 소 속           | 나 이           | 출 장 | 타 석 | 타 수 | 득 점 | 안 타 | 2 루 타 | 3 루 타 | 홈 런 | 타 점 | 도 루 | 도 실 | 볼 넷 | 삼 진 | 타 율 | 출 루 율 | 장 타 율 | O P S | 루 타 | 병 살 타 | 몸 맞 | 희 타 | 희 플 | 고 4 |
| --------------- | --------------- | --------------- | ----- | ----- | ----- | ----- | ----- | ------- | ------- | ----- | ----- | ----- | ----- | ----- | ----- | ----- | -------- | -------- | ----- | ----- | -------- | ----- | ----- | ----- | ---- |
| 1999            | 롯데            | 24              | 25    | 13    | 10    | 6     | 4     | 1       | 0       | 1     | 1     | 0     | 0     | 3     | 2     | .400  | .539     | .800     | 1.339 | 8     | 0        | 0     | 0     | 0     | 0    |
| 2000            | 롯데            | 25              | 57    | 106   | 93    | 15    | 21    | 3       | 0       | 1     | 4     | 5     | 1     | 9     | 17    | .226  | .305     | .290     | .595  | 27    | 0        | 2     | 1     | 1     | 0    |
| 2001            | 롯데            | 26              | 88    | 112   | 92    | 23    | 18    | 4       | 2       | 0     | 14    | 6     | 0     | 10    | 16    | .196  | .295     | .283     | .578  | 26    | 3        | 3     | 7     | 0     | 0    |
| 2002            | 롯데            | 27              | 104   | 293   | 255   | 38    | 60    | 14      | 0       | 0     | 21    | 10    | 5     | 18    | 42    | .235  | .300     | .290     | .591  | 74    | 2        | 7     | 10    | 3     | 0    |
| 2003            | 롯데            | 28              | 129   | 543   | 486   | 73    | 149   | 25      | 2       | 6     | 38    | 23    | 11    | 37    | 57    | .307  | .369     | .403     | .773  | 196   | 5        | 12    | 7     | 1     | 3    |
| 2004            | 롯데            | 29              | 19    | 87    | 70    | 6     | 18    | 4       | 0       | 0     | 1     | 3     | 0     | 8     | 16    | .257  | .366     | .314     | .680  | 22    | 1        | 4     | 5     | 0     | 1    |
| 2008            | 롯데            | 33              | 123   | 525   | 462   | 79    | 151   | 27      | 3       | 10    | 81    | 31    | 3     | 37    | 81    | .327  | .382     | .463     | .845  | 214   | 6        | 11    | 4     | 11    | 0    |
| 2009            | 롯데            | 34              | 76    | 294   | 269   | 35    | 79    | 19      | 0       | 8     | 36    | 13    | 2     | 19    | 33    | .294  | .341     | .454     | .765  | 122   | 7        | 2     | 1     | 3     | 0    |
| 2010            | 롯데            | 35              | 111   | 458   | 414   | 83    | 139   | 31      | 0       | 8     | 52    | 8     | 2     | 35    | 58    | .336  | .390     | .469     | .859  | 194   | 8        | 4     | 2     | 3     | 1    |
| 2011            | 롯데            | 36              | 117   | 459   | 407   | 45    | 99    | 19      | 0       | 6     | 36    | 9     | 6     | 37    | 87    | .243  | .310     | .334     | .644  | 136   | 11       | 3     | 10    | 2     | 1    |
| 2012            | 롯데            | 37              | 103   | 390   | 345   | 40    | 96    | 14      | 0       | 3     | 33    | 5     | 2     | 28    | 58    | .278  | .332     | .345     | .677  | 119   | 7        | 1     | 14    | 2     | 0    |
| 2013            | 롯데            | 38              | 74    | 194   | 167   | 15    | 40    | 6       | 0       | 1     | 12    | 3     | 1     | 17    | 23    | .240  | .312     | .293     | .606  | 49    | 0        | 2     | 5     | 3     | 0    |
| 2014            | 롯데            | 39              | 6     | 8     | 7     | 1     | 0     | 0       | 0       | 0     | 0     | 0     | 0     | 1     | 2     | .000  | .125     | .000     | .125  | 0     | 1        | 0     | 0     | 0     | 0    |
| KBO 통산 : 13년 | KBO 통산 : 13년 | KBO 통산 : 13년 | 1032  | 3482  | 3077  | 459   | 874   | 167     | 7       | 44    | 329   | 116   | 33    | 259   | 492   | .284  | .347     | .386     | .732  | 1187  | 51       | 51    | 66    | 29    | 6    |

- 시즌 기록 중 굵은 글씨는 해당 시즌 최고 기록